# Picture of Perfect Youth
Albums de Feeder
Comfort in Sound
(2002) Pushing the Senses
(2005)
Picture of Perfect Youth est une collection des B-sides publiées par le groupe Feeder, vendue en version limitée CD et vinyl. Après écoulement du stock disponible sur le site officiel du groupe, la compilation fut rééditée en mars 2007.
La version originale de Picture of Perfect Youth étant considérée comme un élément très rare de la discographie de Feeder, certains albums sont vendus jusqu'à 150 € sur des sites de ventes aux enchères.[réf. nécessaire]
Le seul single à figurer sur cette compilation est Just A Day, mais il n'est pas considéré comme un single à part entière. Cette chanson est à l'origine une face B du single Seven days In The Sun.
La compilation présente aussi deux reprises de singles publiés par d'autres artistes. Can't Stand Losing You et The Power of Love, ont été enregistrées par Sting et Frankie Goes to Hollywood respectivement. La reprise de Power of Love apparaît sur la compilation de reprises de singles One Love, classée no 1 en Angleterre (NME/War Child).
Le CD contient seulement la moitié du catalogue complet de B-sides du groupe. De nombreux fans ont été désappointés que certaines pistes très appréciées comme Sex Type Drug ou I Need A Buzz ne figurent pas sur l'album. Toutefois, un second CD de B-sides est prévu dans l'avenir.[réf. nécessaire]

## Liste des pistes
Pour chacune des pistes suivantes, le premier nom correspond au titre de la chanson (face B), le second au single correspondant (face A).
CD 1
1. Emily - 4:44 ("Just A Day")
2. Living In Polaroid - 3:38 ("Insomnia")
3. Opaque - 3:58 ("Come Back Around")
4. Power of Love - 4:46 ("Just the Way I'm Feeling")
5. Broken - 3:23 ("Just the Way I'm Feeling")
6. Lose The Fear' - 3:13 ("Forget About Tomorrow")
7. Remember the Silence - 3:50 ("Find the Colour")
8. Tomorrow Shine - 5:04 ("Yesterday Went Too Soon")
9. Purple - 4:04 ("Buck Rogers")
10. Space Age Hero - 3:45 ("Insomnia")
11. Can't Stand Losing You - 3:11 ("Just A Day")
12. Just A Day - 4:04 ("Seven Days In The Sun / Just A Day")
13. Slowburn - 3:52 ("Just A Day")
14. Elegy - 4:06 ("Tangerine")
15. 21st Century Meltdown - 3:03 ("Buck Rogers")
16. Home For Summer - 3:24 ("Seven Days In The Sun")
17. Here In The Bubble - 4:25 ("Crash")
18. Forgiven - 4:41 ("Cement")

CD 2
1. Feel It Again - 3:54 ("Come Back Around")
2. Getting To Know You Well - 3:16 ("Yesterday Went Too Soon")
3. Whooey - 3:56 ("Paperfaces")
4. Bullet - 2:53 ("Come Back Around")
5. World Asleep - 4:21 ("Stereo World")
6. Rain - 3:26 ("Tangerine")
7. Eclipse - 2:41 ("Suffocate")
8. Oxidize - 3:50 ("Yesterday Went Too Soon")
9. Bad Hair Day - 2:05 ("Turn")
10. Come Back Around - 3:26 ("Turn")
11. Circles - 3:00 ("Find the Colour")
12. Spill - 2:58 ("Suffocate")
13. Rubberband - 3:42 ("Yesterday Went Too Soon")
14. Slider - 3:25 ("Yesterday Went Too Soon")
15. Can't Dance To Disco - 3:01 ("Day in Day Out")
16. TV Me - 3:30 ("Tangerine")
17. Wishing For The Sun - 3:31 ("High")
18. Undivided - 4:06 ("Crash")

Toutes les chansons ont été écrites par Grant Nicholas, excepté Power of Love (par Peter Gill, Holly Johnson, Brian Nash, et Mark O'Toole de Frankie Goes to Hollywood) et Can't Stand Losing You (par Sting).